# Exchange Square
Exchange Square (en chino tradicional, 交易廣場; pinyin, Jiāoyì Guǎngchǎng) es un complejo de edificios situado en Central, Hong Kong, China. Contiene oficinas y la Bolsa de Hong Kong. Es servido por las estaciones Central y Hong Kong del Metro de Hong Kong. 
La mayor parte de Exchange Square es propiedad de Hong Kong Land, mientras que el resto es propiedad del American Club of Hong Kong y el Gobierno. El complejo tiene tres edificios, One Exchange Square, Two Exchange Square y Three Exchange Square. Un edificio comercial conocido como The Forum ha estado en remodelación desde diciembre de 2011 y será sustituido por un complejo de siete plantas cuya finalización está prevista en 2014. La planta baja también contiene una terminal de autobuses de gran escala, llamada Central (Exchange Square), que tiene un gran número de rutas de autobuses con destino a diferentes zonas de Hong Kong.

## Ocupantes
El edificio contiene las oficinas de la Bolsa de Hong Kong desde la década de 1980. También contiene oficinas de muchos otros bancos y bufetes de abogados internacionales incluidos Credit Suisse, Bank of Montreal, Lloyd George Management, Latham & Watkins, Freshfields Bruckhaus Deringer, Allen & Overy y Allens Arthur Robinson. También contiene los consulados de Argentina, Canadá, Japón,Premier China Group Limited y el Club Americano de Hong Kong.

## Parcela
Hong Kong Land ofreció al Gobierno $4760 millones por el solar en febrero de 1982, cuando el mercado estaba en un máximo histórico. Después los precios bajaron, necesitando que su deuda se reestructurara. En febrero de 1983, HKL consiguió un préstamo récord de $4000 millones por ocho años. En diciembre de 1983, anunció que iba a hipotecar el solar para asegurar una línea de crédito de $2500 millones. La segunda cuota de $2000 millones del solar se pagó en el año financiero 1984/85

## Tercera fase
Consiste en una torre de oficinas de 32 plantas y 30 000 m² y un centro comercial de 3000 m², que costaron HK$ 750 millones. El contratista de la subestructura fue Gammon Hong Kong

## Galería de imágenes

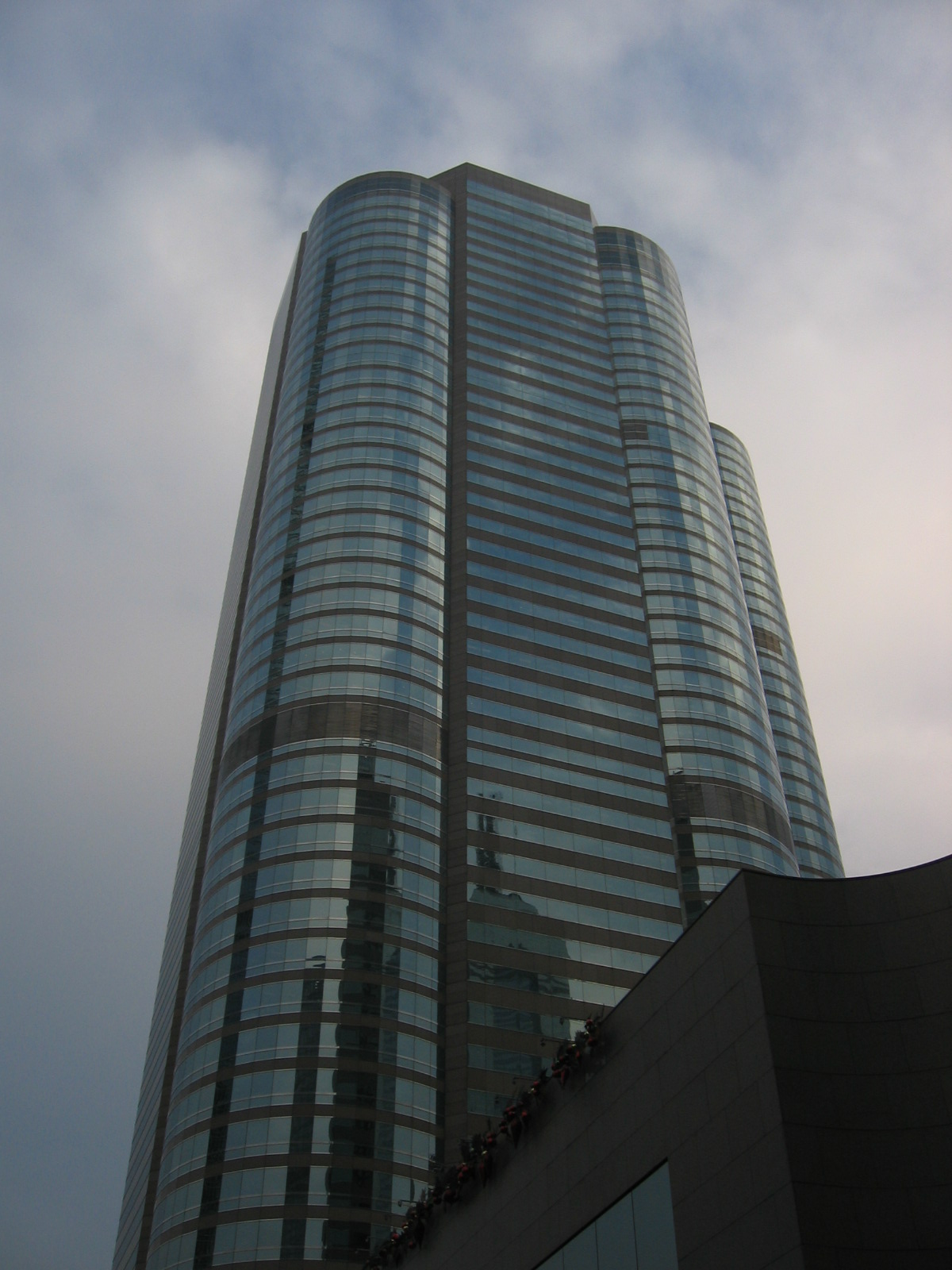
Las torres de One Exchange Square (detrás) y Two Exchange Square (delante), en diciembre de 2005
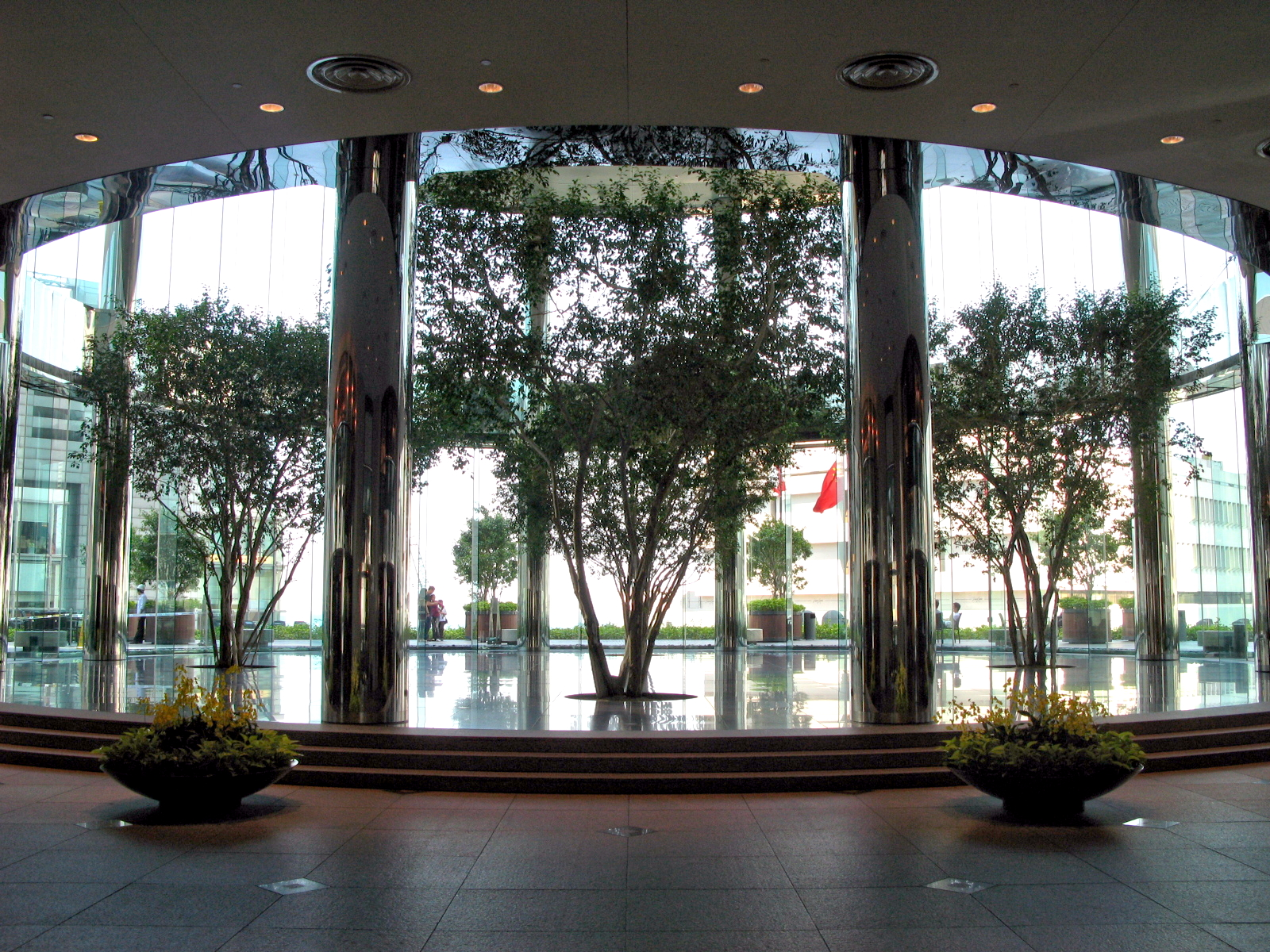
El lobby de One Exchange Square
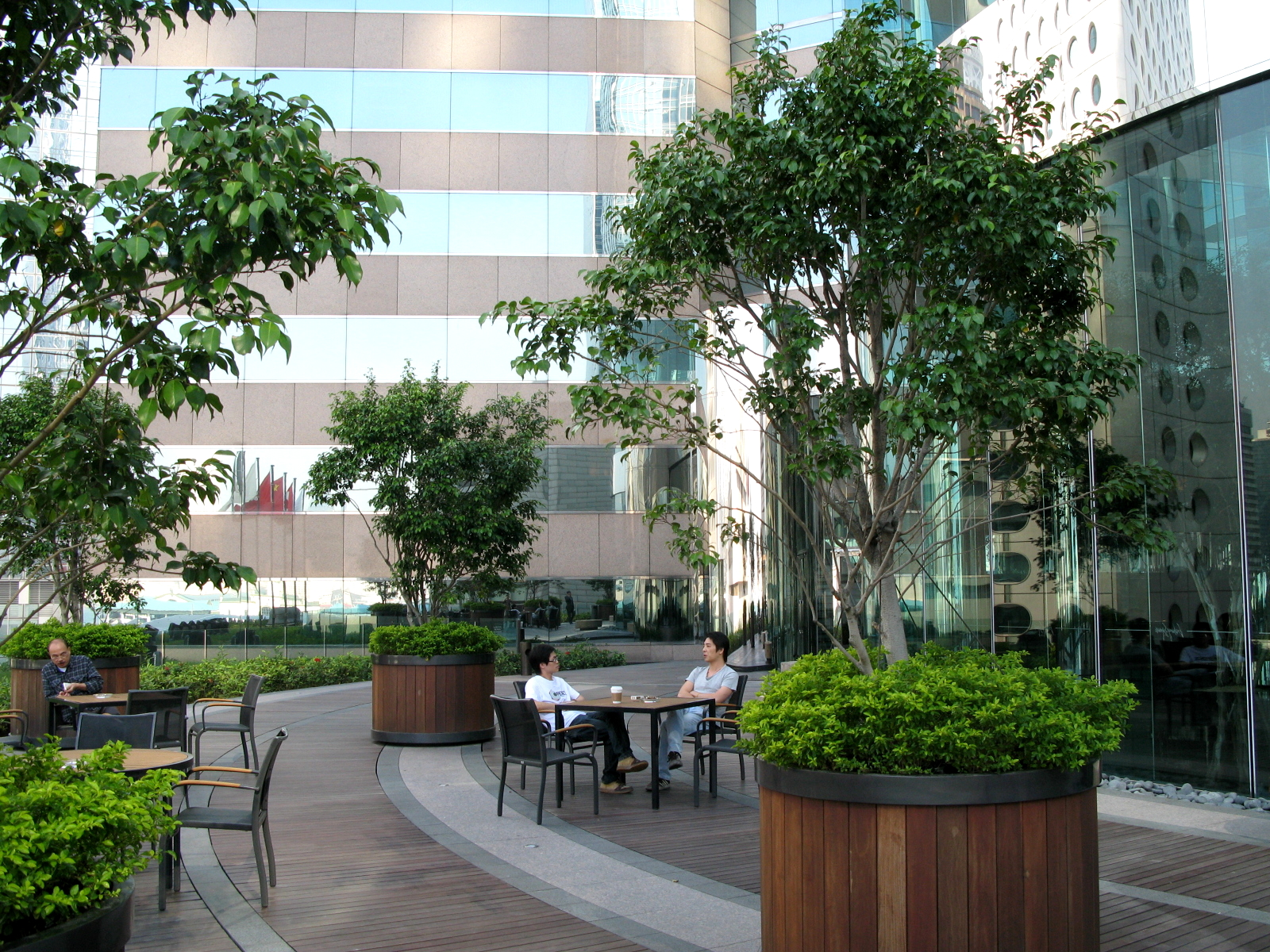
El jardín de One Exchange Square
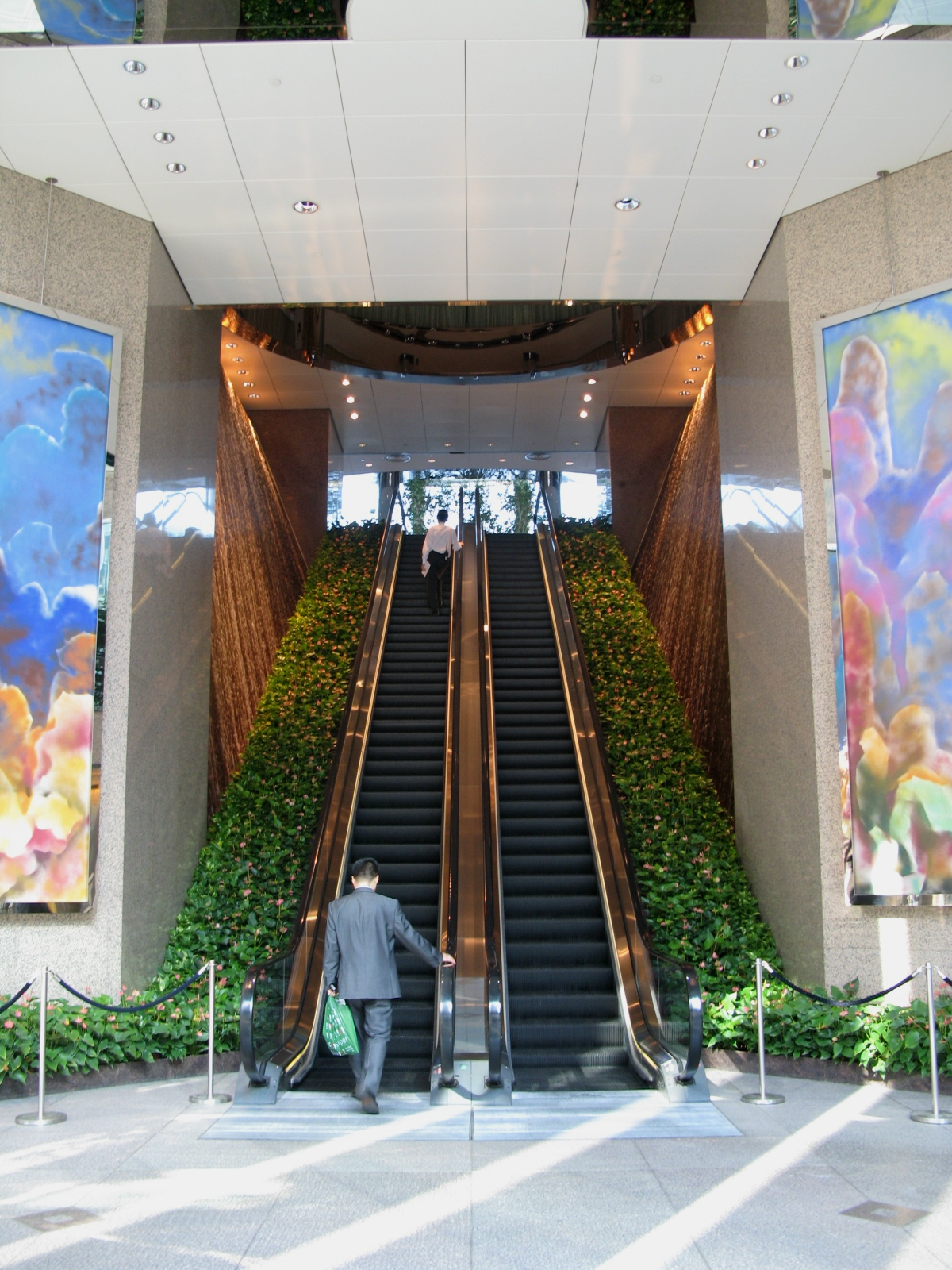
La entrada de One Exchange Square. El mural de color a la derecha e izquierda es Landscape de Sidney Nolan.
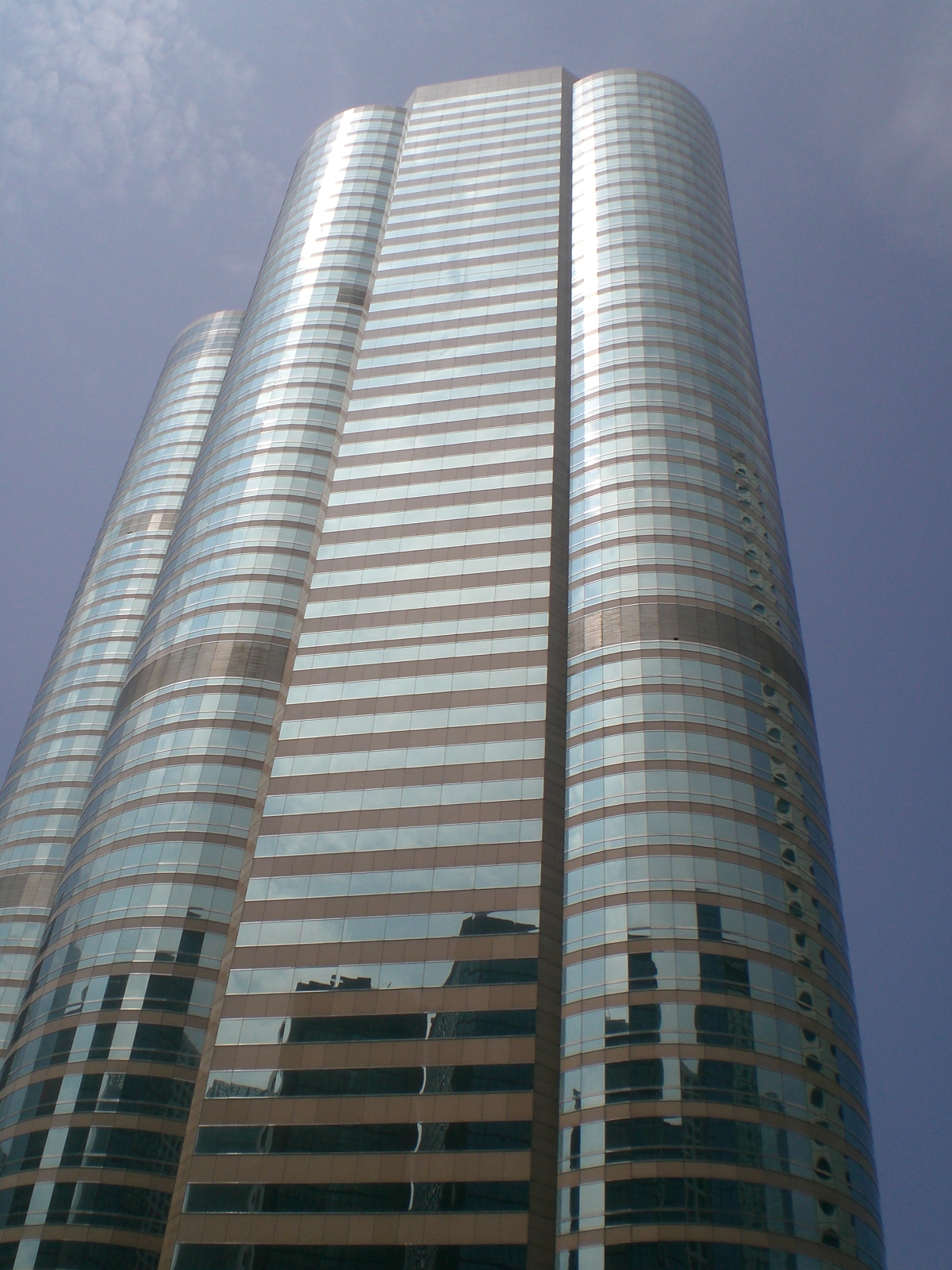
Two Exchange Square, en abril de 2007
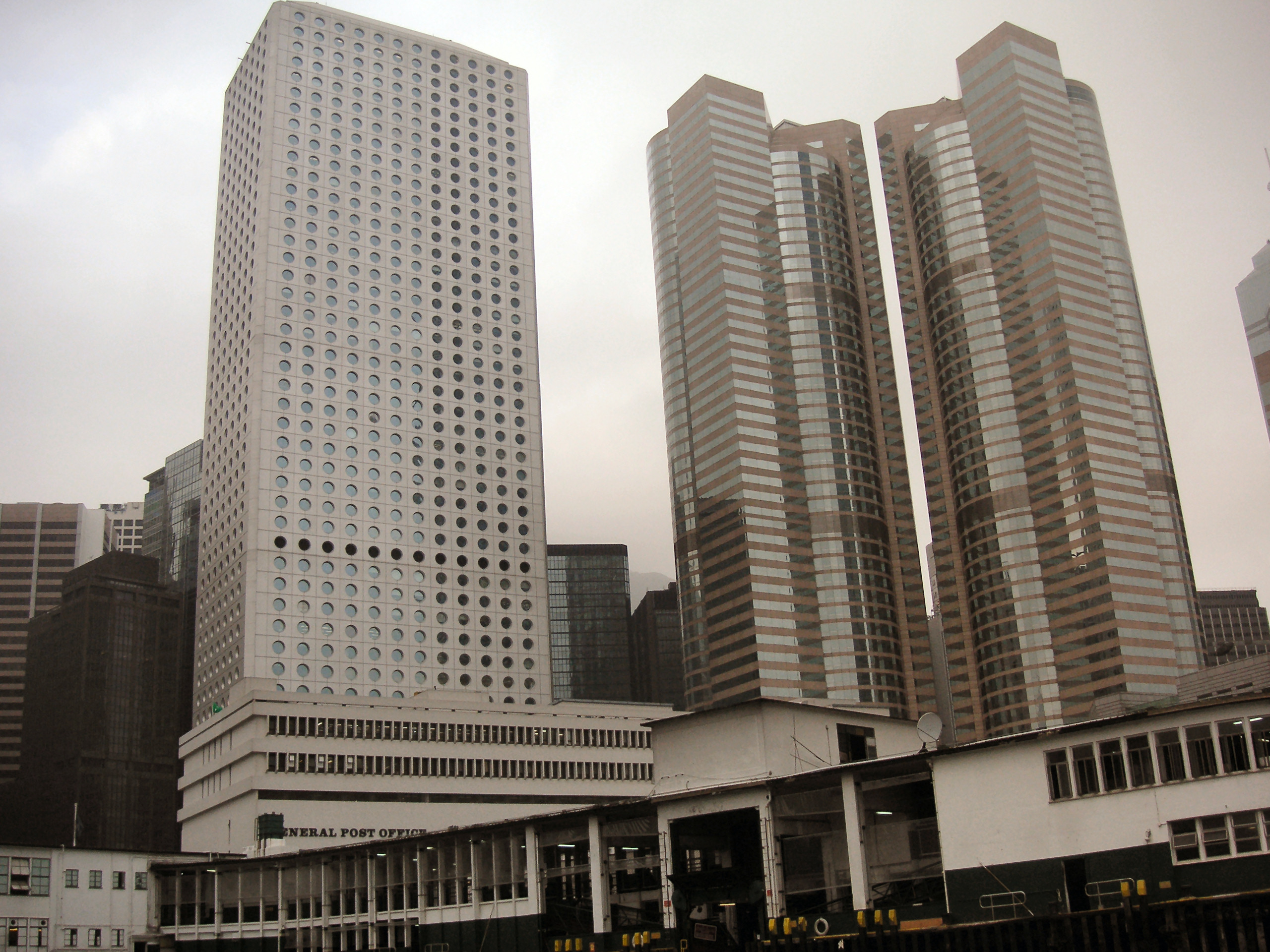
Jardine House, One Exchange Square y Two Exchange Square, en enero de 2006
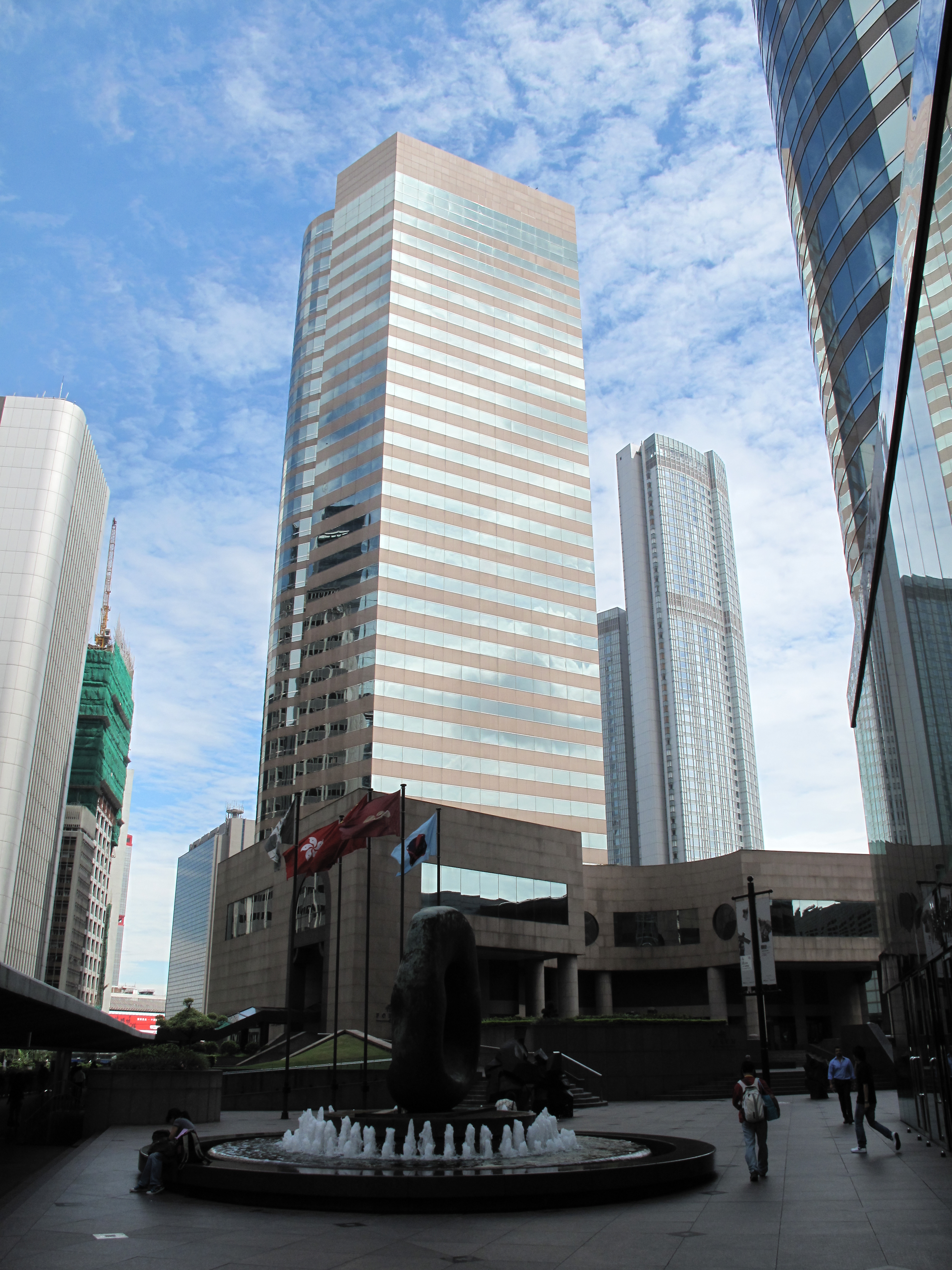
Three Exchange Square, en junio de 2010
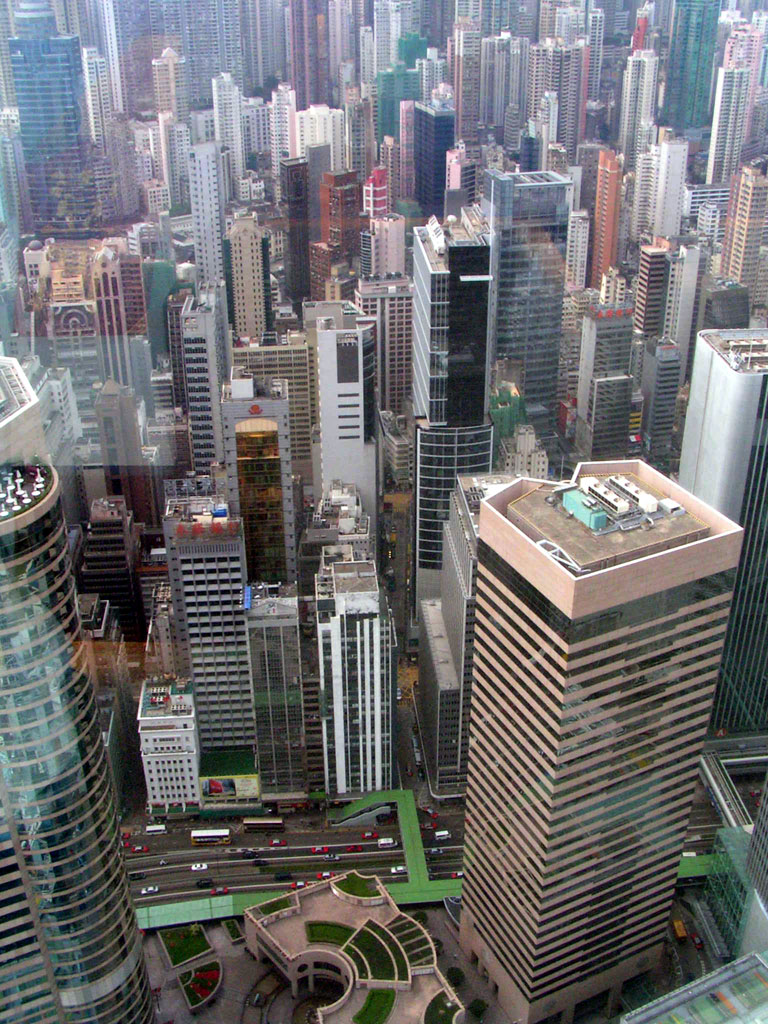
Three Exchange Square visto desde el Two International Finance Centre, en diciembre de 2006
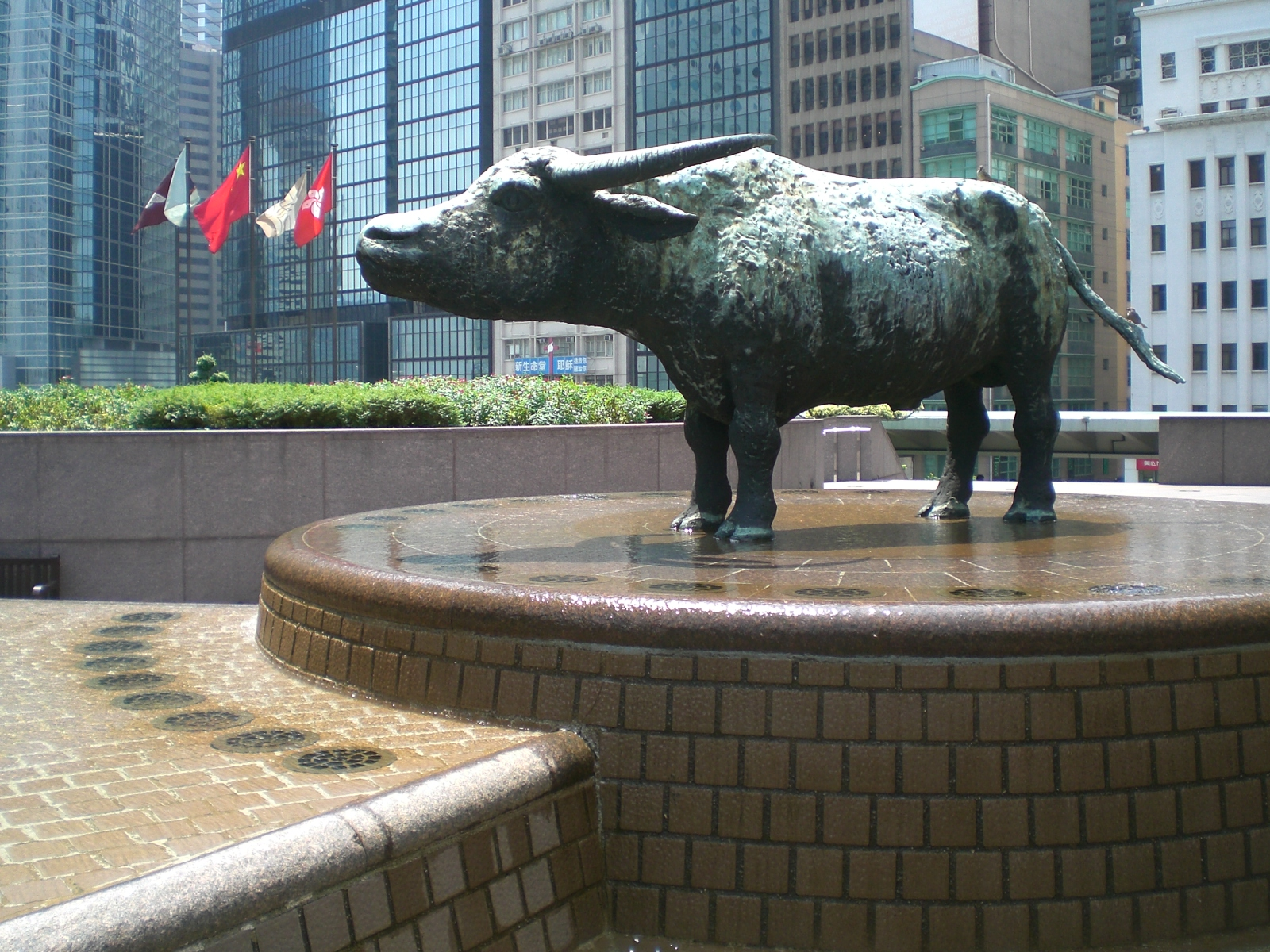
Un búfalo del escultor inglés Elisabeth Frink está situado en Exchange Square, septiembre de 2007